# Peter Pan's Neverland Nightmare
Peter Pan's Neverland Nightmare és una pel·lícula de terror independent britànica del 2025 escrita i dirigida per Scott Chambers. És la tercera entrega de l'univers de la Infància Retorçada, i serveix com a recreació de terror de Peter Pan de J. M. Barrie. La pel·lícula és protagonitzada per Megan Placito com a Wendy Darling i Martin Portlock com el personatge principal, amb Kit Green, Peter DeSouza-Feighoney, Teresa Banham, Olumide Olorunfemi, Campbell Wallace i Nicholas Woodeson en papers secundaris. Segueix la Wendy mentre s'embarca en una recerca per trobar el seu germà petit Michael, que ha estat segrestat per Peter Pan i Tinker Bell per dur-lo al País de Mai Més. S'ha doblat al català.
Anunciada per primera vegada el novembre de 2022 com una pel·lícula de terror basada en Peter Pan, posteriorment es va saber que la pel·lícula seria ambientada en la continuïtat compartida de la Infància Retorçada. El repartiment es va anunciar entre gener i juny de 2024, amb Banham repetint el seu paper de Winnie-the-Pooh: Sang i Mel 2 (2024) com a Mary Darling.
Es va estrenar als cinemes dels Estats Units el 13 de gener de 2025 i al Regne Unit el 24 de febrer. La pel·lícula va rebre crítiques diverses i va recaptar 1,2 milions de dòlars a tot el món.
El rodatge principal va començar el 9 de maig de 2024 a Londres, cosa que Chambers va confirmar a través de les seves xarxes socials.